# قائمة البعثات الدبلوماسية في أذربيجان

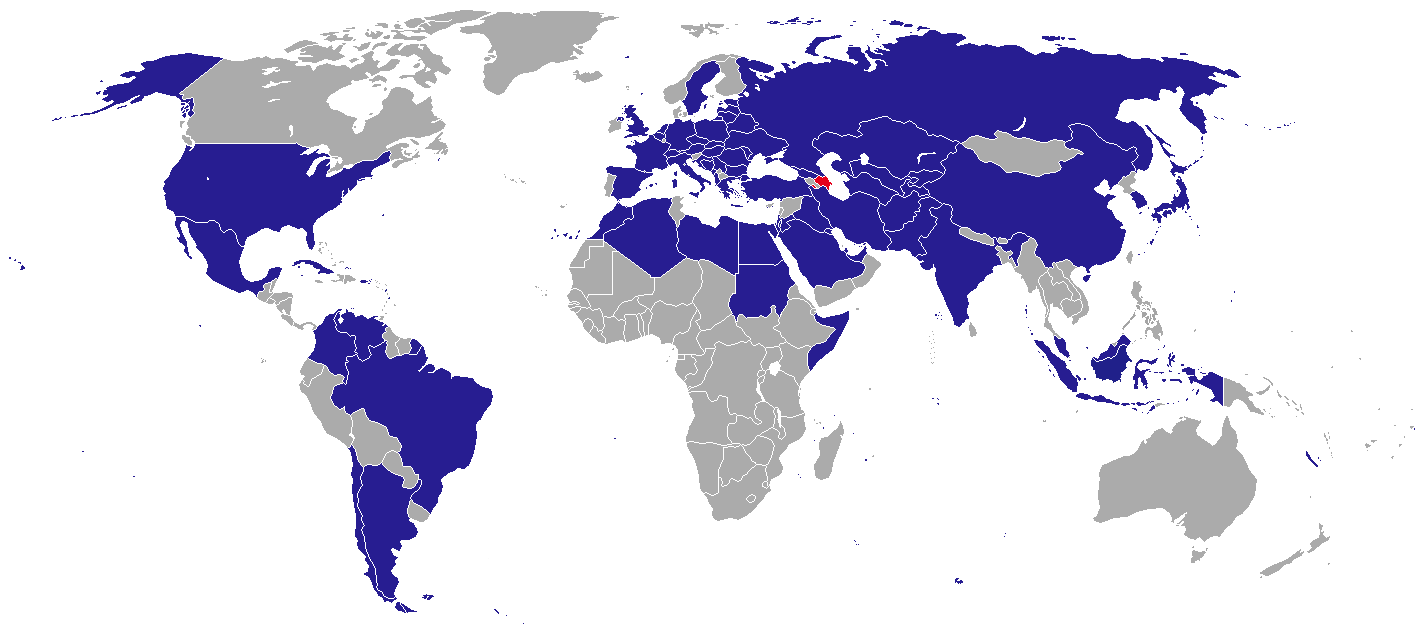
خريطة البعثات الدبلوماسية في أذربيجان

هذه قائمة بالبعثات الدبلوماسية في أذربيجان. تستضيف العاصمة باكو حالياً 62 سفارة.

## سفارات
باكو
| - أفغانستان - الجزائر - الأرجنتين - النمسا - بيلاروس - بلجيكا - البرازيل - بلغاريا - الصين - كولومبيا - كرواتيا - كوبا - جمهورية التشيك - مصر - إستونيا - فرنسا - جورجيا - ألمانيا - اليونان - المجر - الهند | - إندونيسيا - إيران - العراق - إسرائيل - إيطاليا - اليابان - الأردن - كازاخستان - كوريا الجنوبية - الكويت - قرغيزستان - لاتفيا - ليبيا - ليتوانيا - ماليزيا - المكسيك - مولدوفا - المغرب - هولندا - النرويج - باكستان | - فلسطين - بولندا - البرتغال - قطر - رومانيا - روسيا - السعودية - صربيا - إسبانيا - السودان - السويد - سويسرا - طاجيكستان - تركيا - تركمانستان - أوكرانيا - الإمارات العربية المتحدة - المملكة المتحدة - الولايات المتحدة - أوزبكستان |

## بعثات/مكاتب تمثيلية
باكو
- الاتحاد الأوروبي (وفد)
- داغستان
- مقدونيا (مكتب اقتصادي)
- قبرص الشمالية (مكتب تمثيلي)
- تتارستان

## قنصليات عامة
| كنجه - جورجيا - تركيا | نخجوان - إيران - تركيا |

## سفارات غير مقيمة
السفارات التالية غير المقيمة متعمدة لدى أذربيجان.
| أنقرة - ألبانيا - أستراليا - بنغلاديش - البوسنة والهرسك - كندا - تشيلي - الدنمارك - إثيوبيا - جمهورية أيرلندا - مقدونيا - منغوليا - الجبل الأسود - نيوزيلندا - عُمان - بيرو - الفلبين - سلوفينيا - جنوب إفريقيا - تايلاند | موسكو - أنغولا - بنين - الكاميرون - ساحل العاج - جيبوتي - الإكوادور - غينيا الاستوائية - إرتريا - غانا - غواتيمالا - غينيا - غينيا بيساو - آيسلندا - مدغشقر - مالي - مالطا - موريتانيا - نيبال - باراغواي - سلوفاكيا - فيتنام - زامبيا - زيمبابوي | طهران - البحرين - كينيا - نيجيريا - سريلانكا - سوريا - الأوروغواي - فنزويلا - اليمن | آخرين - بوركينا فاسو (الرياض) - فنلندا (هلسنكي) † - الكرسي الرسولي (تبليسي) - جزر المالديف (إسلام آباد) - كوريا الشمالية (طشقند) - سانت فينسنت والغرينادين (لندن) - غينيا بيساو (أبوظبي) † سفارة جورجيا |

## روابط خارجية
- Republic of Azerbaijan Ministry of Foreign Affairs (بالإنجليزية)
- Republic of Azerbaijan Ministry of Foreign Affairs, List of Diplomatic Missions in Azerbaijan (بالإنجليزية)